# Erigeron trigonus
Erigeron trigonus là một loài thực vật có hoa trong họ Cúc. Loài này được S.J.Forbes & D.I.Morris mô tả khoa học đầu tiên năm 1996.